# Églogue (Debussy)
Pour les articles homonymes, voir Églogue (homonymie).
Églogue est un duo vocal pour soprano et ténor avec accompagnement de piano de Claude Debussy composé en 1882 sur un texte de Leconte de Lisle.

## Présentation
Églogue, dont la musique est pour soprano, ténor et accompagnement de piano, est composé en janvier 1882 sur un texte de Leconte de Lisle extrait du recueil Poèmes antiques (dialogue entre Gallus et Cynthia, no XXXVII),.
L'incipit de l'œuvre est : « Chanteurs mélodieux, habitants des buissons ».
Le manuscrit autographe, qui est conservé à la Bibliothèque nationale de France (ancienne collection Lily Debussy, puis Émile Vuillermoz) porte les paroles au crayon et à l'encre et quelques indications d'orchestration. 
Le musicologue François Lesure, qui a établi le catalogue des œuvres de Debussy, dans lequel il attribue à l'Églogue le numéro L 27 (49), précise que  « cette mélodie, conçue avec accompagnement d'orchestre et difficilement jouable au piano, a été présentée à l'examen de janvier 1882 » du Conservatoire de Paris, où le compositeur est encore étudiant à l'époque. 